# 陳世烈
陳世烈（？—？），臺灣清朝官員，本籍中國廣東，於1888年擔任雲林縣知縣一職，於1889年卸任，上任1年，是首任雲林縣知縣，下任羅汝澤，是清朝雲林地區的父母官。

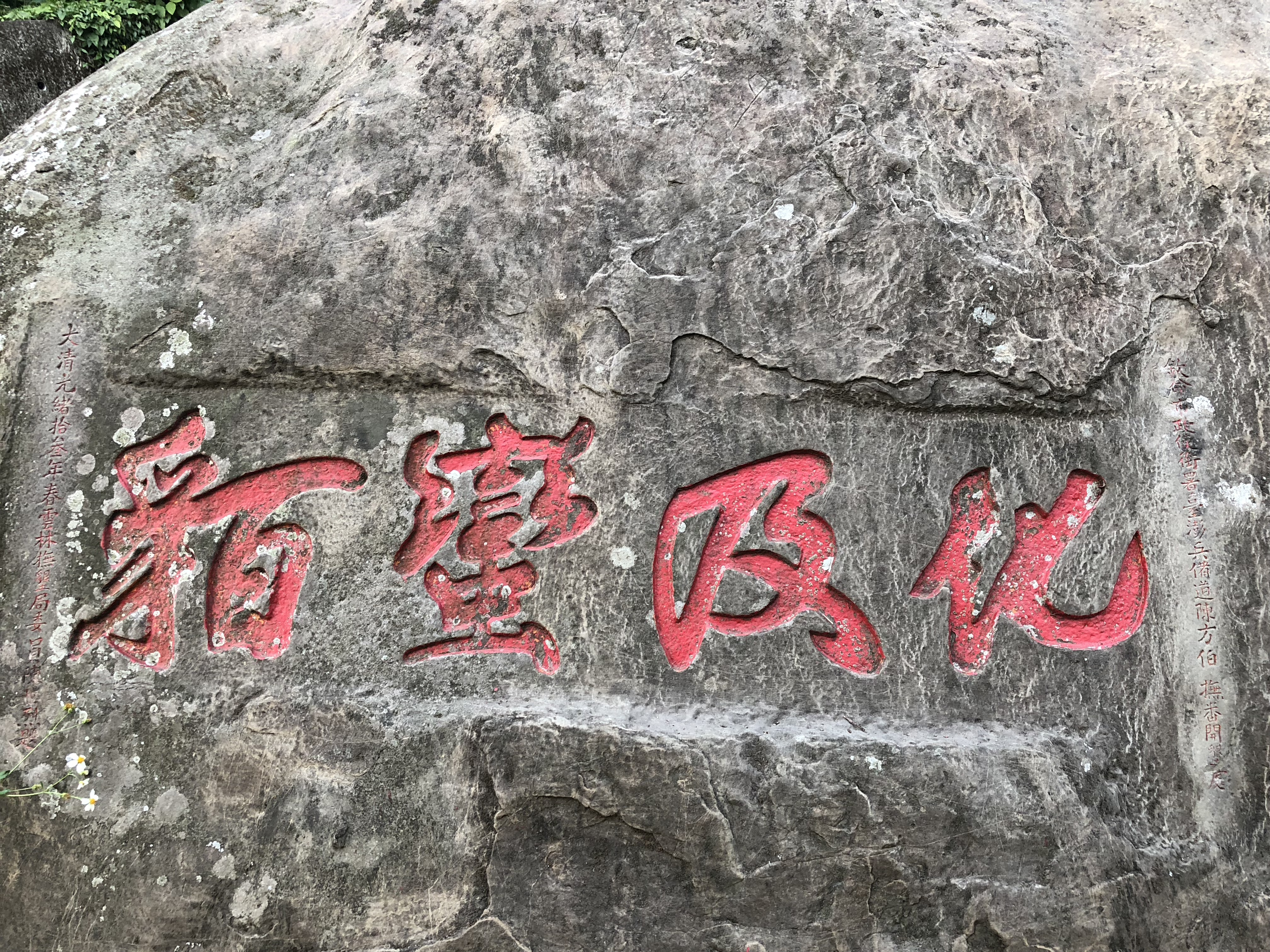
陳世烈所題石碣。

| 前任： 邱瓊章 | 台灣府經歷 1886年上任 | 繼任： 王守誠 |
| 前任： —      | 雲林縣知縣 1888年上任 | 繼任： 羅汝澤 |
| 前任： 林桂芬 | 台灣府經歷 1891年上任 | 繼任： 李烇   |